# Eviota ancora
Eviota ancora, tên thông thường là hookcheek dwarfgoby, là một loài cá biển thuộc chi Eviota trong họ Cá bống trắng. Loài này được mô tả lần đầu tiên vào năm 2011.

## Từ nguyên
Trong tiếng Latinh, từ ancora trong danh pháp của E. ancora có nghĩa là "móc câu", ám chỉ vệt màu cam hình móc câu ở hai bên má của loài cá này.

## Phạm vi phân bố và môi trường sống
E. ancora có phạm vi phân bố rải rác ở Tây Thái Bình Dương. Loài cá này đã được thu thập ở ngoài khơi một số hòn đảo thuộc quần đảo Ryukyu (Nhật Bản). Năm 2016, E. ancora tiếp tục được phát hiện ở quần đảo Raja Ampat, phía bắc đảo Sulawesi (Indonesia), Quần đảo Maluku; và cả eo biển đảo Verde (Philippines).

## Mô tả
Chiều dài cơ thể tối đa được ghi nhận ở E. ancora là 1,4 cm, thuộc về một cá thể đực. Đây cũng là mẫu gốc duy nhất dùng để mô tả loài này.
Dựa vào mẫu gốc và ảnh chụp dưới nước, cơ thể của E. ancora trong mờ. Dọc theo sống lưng, hai bên lườn và giữa gốc vây hậu môn và gốc vây đuôi có các đốm màu sẫm, được ngăn cách bởi các vệt màu xám bạc. Bụng màu xám bạc với hai vạch màu cam. Đầu có một đốm màu cam bên dưới mắt và một sọc màu vàng cam ở sau mắt, kéo dài về phía nắp mang; sau mắt có các vùng màu bạc và cam. Các vây trong suốt; vây lưng và vây đuôi có các dải đốm đen.
Số gai ở vây lưng: 7; Số tia vây ở vây lưng: 8; Số gai ở vây hậu môn: 1; Số tia vây ở vây hậu môn: 7; Số tia vây ở vây ngực: 16; Số tia vây ở vây bụng: 5.